# Soupe de poissons
Pour les articles homonymes, voir Soupe de poisson (homonymie).
Pour plus de détails, voir Fiche technique et Distribution.
Soupe de poissons (Zuppa di pesce) est un film italien de Fiorella Infascelli, sorti en 1992. Il s'agit d'un récit autobiographique de la part de la réalisatrice.

## Synopsis
Le film traite des péripéties familiales que la famille Ragonelli connut entre les années 1950 et les années 1970.

## Fiche technique
Sauf indication contraire, les informations mentionnées dans cette section peuvent être confirmées par la base de données cinématographiques IMDb,  présente dans la section « Liens externes ».
- Titre original italien : Zuppa di pesce[1]
- Titre français : Soupe de poissons[2],[3]
- Réalisation : Fiorella Infascelli
- Scénario : Fiorella Infascelli, Patrizia Pistagnesi
- Photographie : Acacio de Almeida
- Montage : Claudio Di Mauro (it)
- Musique : Luis Bacalov
- Décors : Gianni Silvestri
- Costumes : Aldo Buti
- Sociétés de production : Leader Cinematografica, Raidue[1]
- Pays de production :  Italie
- Langue originale : italien
- Format : Couleurs
- Genre : Comédie, chronique familiale[2]
- Durée : 105 minutes (1 h 45)[1]
- Date de sortie :
  - Italie : 27 février 1992
  - France : 16 mars 1994[2]

## Distribution
- Chiara Caselli : Isabella Ragonelli
- Andrea Prodan (it) : Giulio
- Lou Castel : Franco
- Lucrezia Lante della Rovere : Anna
- Renzo Montagnani : Giovannini
- Macha Méril : Caterina
- Philippe Noiret : Alberto Ragonelli
- Rashied Ali (sous le nom de « Robert Patterson ») : Lello
- Fiorenzo Fiorentini : Le prêtre
- Memè Perlini : Edoardo
- Francesca Martana : Isabella enfant
- Isa Gallinelli (it) : Antea
- Paolo Giommarelli : Augusto
- Valentina Lainati : Perlina
- Mariella Lo Giudice (it) : Felicity
- Nuccio Siano : Alessandro
- Yvonne Sciò : Claudia
- Sebastiano Busiri Vici : Maurizio
- Giovanni Visentin (it) : Gregorio